# Leeg Duits
Leeg Duits (Low Dutch, Leegduits, Laag Duits) werd gesproken in de omgeving van New York en Albany. De grondleggers van deze taal waren Nederlandse kolonisten die rond 1625 in Amerika aan wal gingen. Ze bleven Nederlands spreken en hun slaven en bedienden namen de taal over. Ook de in het gebied woonachtige indianen leerden Nederlands spreken.
Omdat een deel van deze mensen en hun nazaten vervolgens in moeilijk bereikbare, afgelegen streken terechtkwam, zoals in de Ramapo Mountains, bleef de taal goed behouden. Er was immers weinig inmenging van andere talen mogelijk.
Het Low Dutch is uitgestorven. Rond 1920 resteerden nog een paar oudere sprekers, wier kinderen wel Nederlands verstonden, maar het niet spraken. Die kinderen zijn inmiddels ook overleden. De huidige bewoners van deze streken spreken zelf geen Nederlands meer en verstaan het ook niet.
Het Low Dutch was een spreektaal voor ongeletterde mensen, hoewel er ook gedichten in het Leegduits bekend zijn. Het is niet opgeschreven en er bestaan van het Low Dutch ook geen andere geluidsopnamen dan de verhalen die Lawrence Gwyn van Loon omstreeks 1940 op band zegt te hebben gezet. Van Loon werd echter ontmaskerd als een vervalser.